# 三ツ木 (武蔵村山市)
三ツ木（みつぎ）とは東京都武蔵村山市の地名。現行行政地名は三ツ木一丁目から三ツ木五丁目および大字三ツ木。郵便番号は一丁目から五丁目が208-0032、大字三ツ木が208-0033。

## 地理
武蔵村山市の中西部に位置する。北は埼玉県所沢市勝楽寺、瑞穂町石畑、西は岸、東は本町、南は三ツ藤に隣接する。なお、横田基地内の一部区域の名称も三ツ木である。青梅街道を中心に古くからの民家が立ち並ぶ。北部は狭山丘陵が大部分を占め、谷戸が多く見られる。旧三ツ木村の字「後ケ谷戸」「油ケ谷戸」「小ケ谷戸」はこれにちなむ。
四丁目には住宅は無く、森林と駐車場が占めている。五丁目も半分以上が森林となっている。
また同地内に立川断層（箱根ヶ崎断層）の東端があるとされている。

## 歴史
1990年代の地番整理によって、現在の三ツ藤三丁目の地域が三ツ木地区から三ツ藤地区に編入された。

### 地名の由来
1889年まで存続した北多摩郡三ツ木村による。

## 世帯数と人口
2018年（平成30年）1月1日現在の世帯数と人口は以下の通りである。四丁目は世帯数と人口共に0の為省略している。
| 大字・丁目                  | 世帯数    | 人口    |
| --------------------------- | --------- | ------- |
| 三ツ木 （横田基地内東地域） | 68世帯    | 193人   |
| 三ツ木一丁目                | 523世帯   | 1,342人 |
| 三ツ木二丁目                | 391世帯   | 986人   |
| 三ツ木三丁目                | 357世帯   | 889人   |
| 三ツ木五丁目                | 330世帯   | 858人   |
| 計                          | 1,669世帯 | 4,268人 |

## 小・中学校の学区
市立小・中学校に通う場合、学区は以下の通りとなる
| 大字・丁目   | 番地                                          | 小学校                 | 中学校                 |
| ------------ | --------------------------------------------- | ---------------------- | ---------------------- |
| 三ツ木       | 横田基地内東地域                              | 武蔵村山市立第八小学校 | 武蔵村山市立第五中学校 |
| 三ツ木一丁目 | 全域                                          | 武蔵村山市立第二小学校 | 武蔵村山市立第一中学校 |
| 三ツ木二丁目 | 全域                                          | 武蔵村山市立第二小学校 | 武蔵村山市立第五中学校 |
| 三ツ木三丁目 | 全域                                          | 武蔵村山市立第二小学校 | 武蔵村山市立第五中学校 |
| 三ツ木四丁目 | 全域                                          | 武蔵村山市立第二小学校 | 武蔵村山市立第五中学校 |
| 三ツ木五丁目 | 27〜31番地 32番地の3〜4 33〜40番地 42〜49番地 | 武蔵村山市立第二小学校 | 武蔵村山市立第五中学校 |
| 三ツ木五丁目 | その他                                        | 武蔵村山市立第二小学校 | 武蔵村山市立第一中学校 |

## 交通
道路
- 東京都道5号新宿青梅線（青梅街道・新青梅街道）
- 東京都道162号三ツ木八王子線

## 施設
- 武蔵村山市立第二小学校
- 村山いずみ幼稚園
- 三ツ木地区図書館
- 野山北・六道山公園
- NTT東日本武蔵村山電話交換局
- 白布山慈眼寺 - 曹洞宗の寺院。狭山三十三観音霊場第23番札所。